# Lies (groupe)
Pour les articles homonymes, voir Lies.
Lies est un groupe de nu metal français, originaire de Lyon, en Rhône-Alpes.

## Biographie
Lies est formé au cours de l'année 2009 aux alentours de Mâcon, en Saône-et-Loire. Le groupe débute réellement sur scène en 2010. Le premier album homonyme du groupe, Lies, est publié le 8 décembre 2010 et distribué par le label M&O Music, soit deux ans après la formation du groupe. Ce premier album, initialement prévu courant été 2009, est repoussé à la suite du départ de Mickaël au chant, remplacé par Roscoff (Tristan). Cet album au style électro-metal permet au groupe de partir rapidement en tournée. Le groupe réalisera deux clips basés sur les morceaux Pornography et Escape, et tournera un troisième clip Falling Head sur des images de leur tournée européenne avec le célèbre groupe américain Stuck Mojo.
Lors de cette tournée, le groupe se liera d'amitié avec Lord Nelson, chanteur de Stuck Mojo, avec qui ils décident de monter un projet tendance rap metal qu'ils appelleront Lord Nelson Feat Lies. De cette association sortira l'album Fight en février 2012, toujours sur le label M&O Music. Dam's qui était alors leur bassiste depuis la création du groupe quittera le groupe pour des raisons personnelles, remplacé par Franck. De cet album suivra un début de tournée avec deux dates principales en mai 2012 à Madrid, et à Paris en première partie de Skindred.
Pour son deuxième album, From the Ashes of Our World, le groupe cherche à intégrer un chant plus polyvalent. C'est via une reprise vocale d'un morceau de Korn sur YouTube qu'ils découvrent Ben et lui proposent d'intégrer le projet. Ben officie déjà en tant que chanteur dans un premier groupe, Leaving Paris, toujours actif en parallèle. Franck quittera le groupe à la suite du projet Lord Nelson Feat Lies, remplacé pas Vince. Le deuxième album, duquel seront tirés les clips Reborn et All Our Apologies, est publié le 18 mars 2013 chez Send The Wood Music. Lies annonce officiellement, le 3 juillet 2013, l'entrée de Xavier dans le groupe en tant que batteur afin de remplacer Beaver.

## Membres

### Membres actuels
- Sébastien « Asyd » Lauvernet - guitare
- Benoit « Benhanced » Richard - chant
- Vincent « Vince » Bottet - basse
- Xavier Rose - batterie

### Anciens membres
- Mickaël - chant
- Roscof (Tristan) - chant
- Dam's - basse
- Franck - basse
- Laurent « Beaver » Federici - batterie

## Discographie

### Albums studio
- 2010 : Lies
- 2013 : From the Ashes of Our World

### Singles
- 2012 : Fight (Lord Nelson Feat Lies)
- 2013 : All Our Apologies